# Robert Ameerali
Robert Ameerali (Paramaribo, 16 de agosto de 1961) foi vice-presidente do Suriname entre 2010 e 2015. Ele foi nomeado pelo Partido Geral da Libertação e do Desenvolvimento (Algemene Bevrijdings- en Ontwikkelingspartij), que foi fundado e ainda comandado pelo ex-rebelde e líder Ronnie Brunswijk.